# Aplysinidae
Aplysinidae is een familie van sponsdieren uit de klasse van de Demospongiae (gewone sponzen). 

## Geslachten
- Aiolochroia Wiedenmayer, 1977
- Aplysina Nardo, 1834
- Verongula Verrill, 1907